# Spireabrokvecklare
Spireabrokvecklare (Celypha siderana) är en fjärilsart som först beskrevs av Treitschke 1835.  Spireabrokvecklare ingår i släktet Celypha, och familjen vecklare. Arten är reproducerande i Sverige.